# Rubus humistratus
Rubus humistratus är en rosväxtart som beskrevs av Ernst Gottlieb von Steudel. Rubus humistratus ingår i släktet rubusar, och familjen rosväxter. Inga underarter finns listade i Catalogue of Life.